# Get a Life - Get Alive
Chansons représentant l'Autriche au Concours Eurovision de la chanson
Y así
(2005) The Secret Is Love
(2011)
Get a Life - Get Alive est la chanson représentant l'Autriche au Concours Eurovision de la chanson 2007. Elle est interprétée par Eric Papilaya.

## Eurovision
Comme l'Autriche n'a pas participé au Concours Eurovision de la chanson 2006, elle doit d'abord participer à la demi-finale. La chanson est la vingt-septième et avant-dernière chanson de la soirée, suivant Shake It Up Şekerim interprétée par Kenan Doğulu pour la Turquie et précédant Questa Notte interprétée par Bonaparti.lv pour la Lettonie.
À la fin des votes, elle obtient quatre points (trois points de la Suisse et un point d'Andorre) et prend l'avant-dernière place sur vingt-huit participants (devant Malá dáma interprétée par Kabát pour la Tchéquie qui a eu un point, un point de l'Estonie). La chanson n'est donc pas qualifiée pour la finale.

## Liste des titres
| 1. | Get a Life - Get Alive (Radio)        | 2:59 |
| 2. | Get a Life - Get Alive (Instrumental) | 2:59 |

| 1. | Get a Life - Get Alive                   | 2:59 |
| 2. | Get a Life - Get Alive (Samir Maslo Dub) | 7:56 |
| 3. | Get a Life - Get Alive (Vienna DC Remix) | 5:19 |
| 4. | Get a Life - Get Alive (Instrumental)    | 2:59 |

## Classements
| Classement (2014)            | Meilleure position |
| ---------------------------- | ------------------ |
| Autriche (Ö3 Austria Top 40) | 9                  |

## Source de la traduction
- (en) Cet article est partiellement ou en totalité issu de l’article de Wikipédia en anglais intitulé « Get a Life – Get Alive » (voir la liste des auteurs).